# Tallkremla
Tallkremla (Russula cessans) är en svampart som beskrevs av A. Pearson 1950. Tallkremla ingår i släktet kremlor och familjen kremlor och riskor.  Arten är reproducerande i Sverige. Inga underarter finns listade i Catalogue of Life.

## Källor

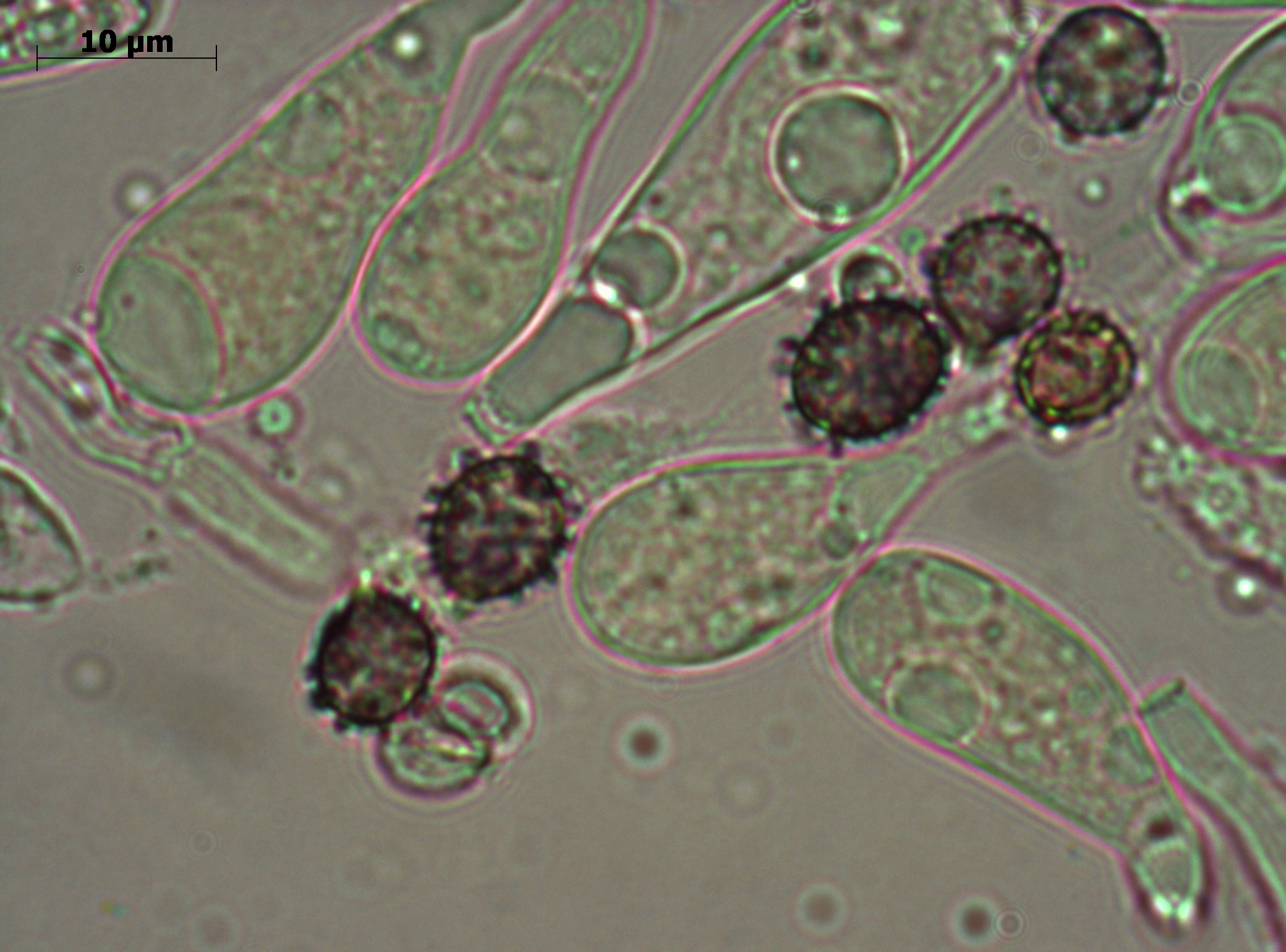
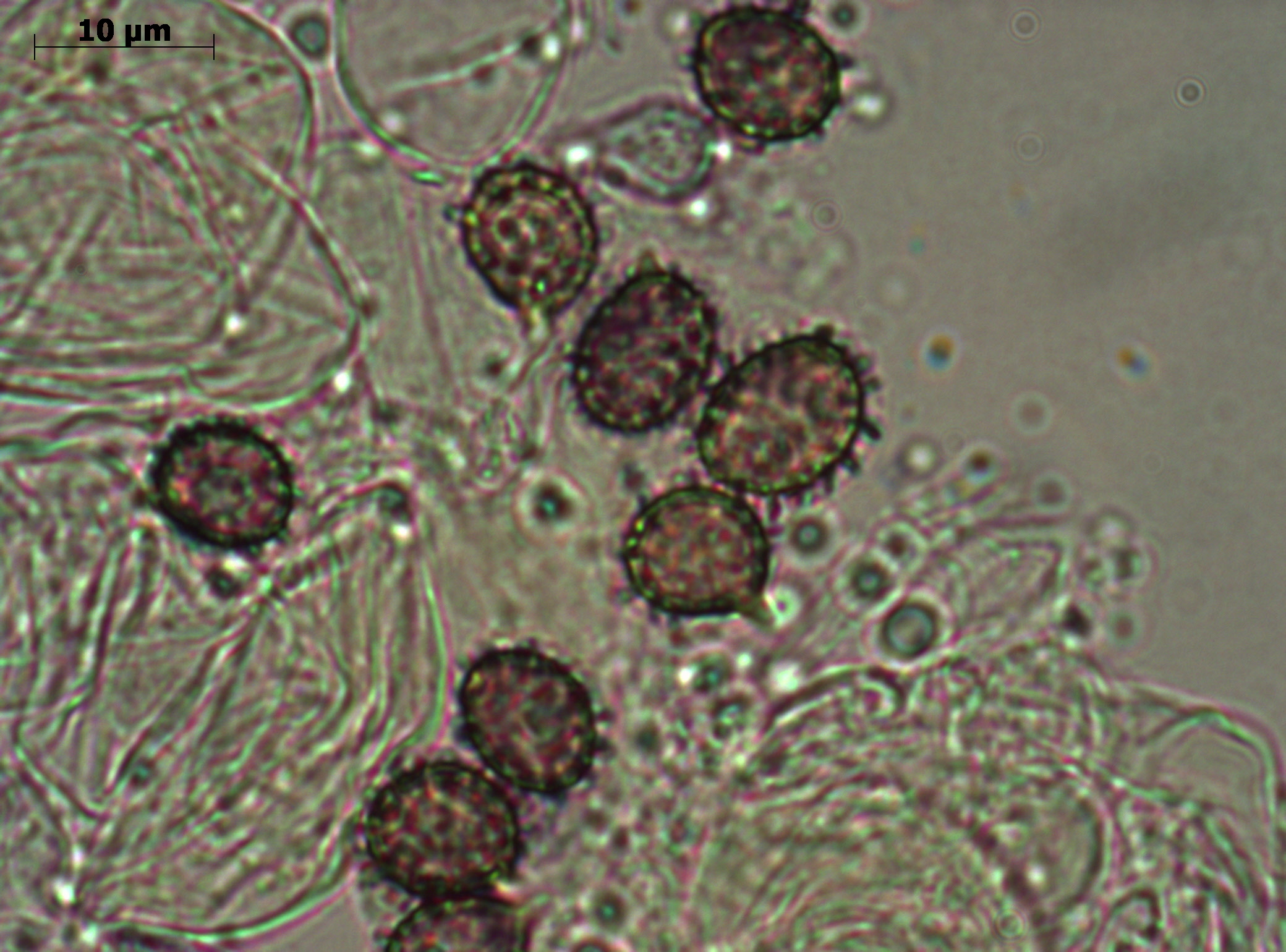
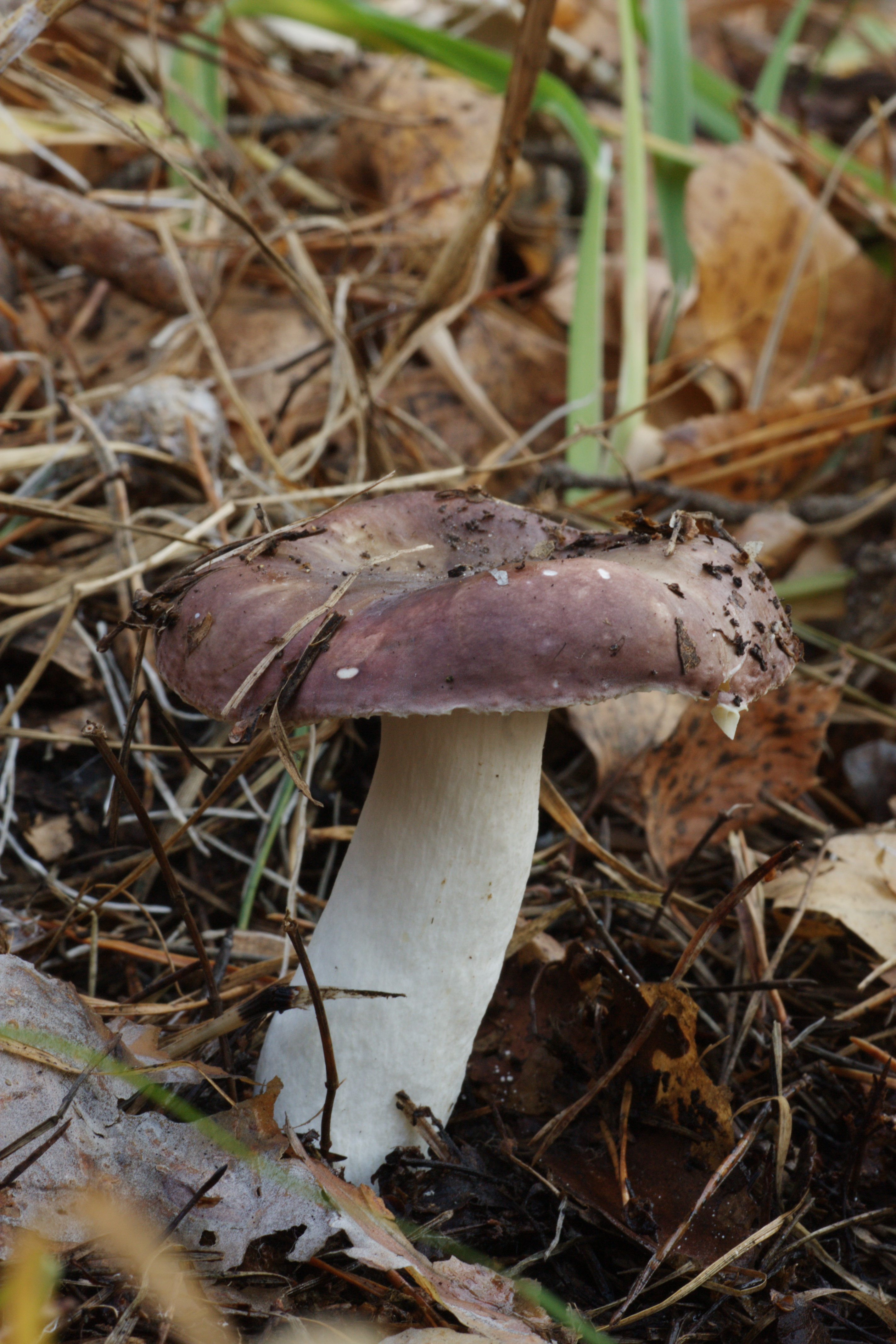
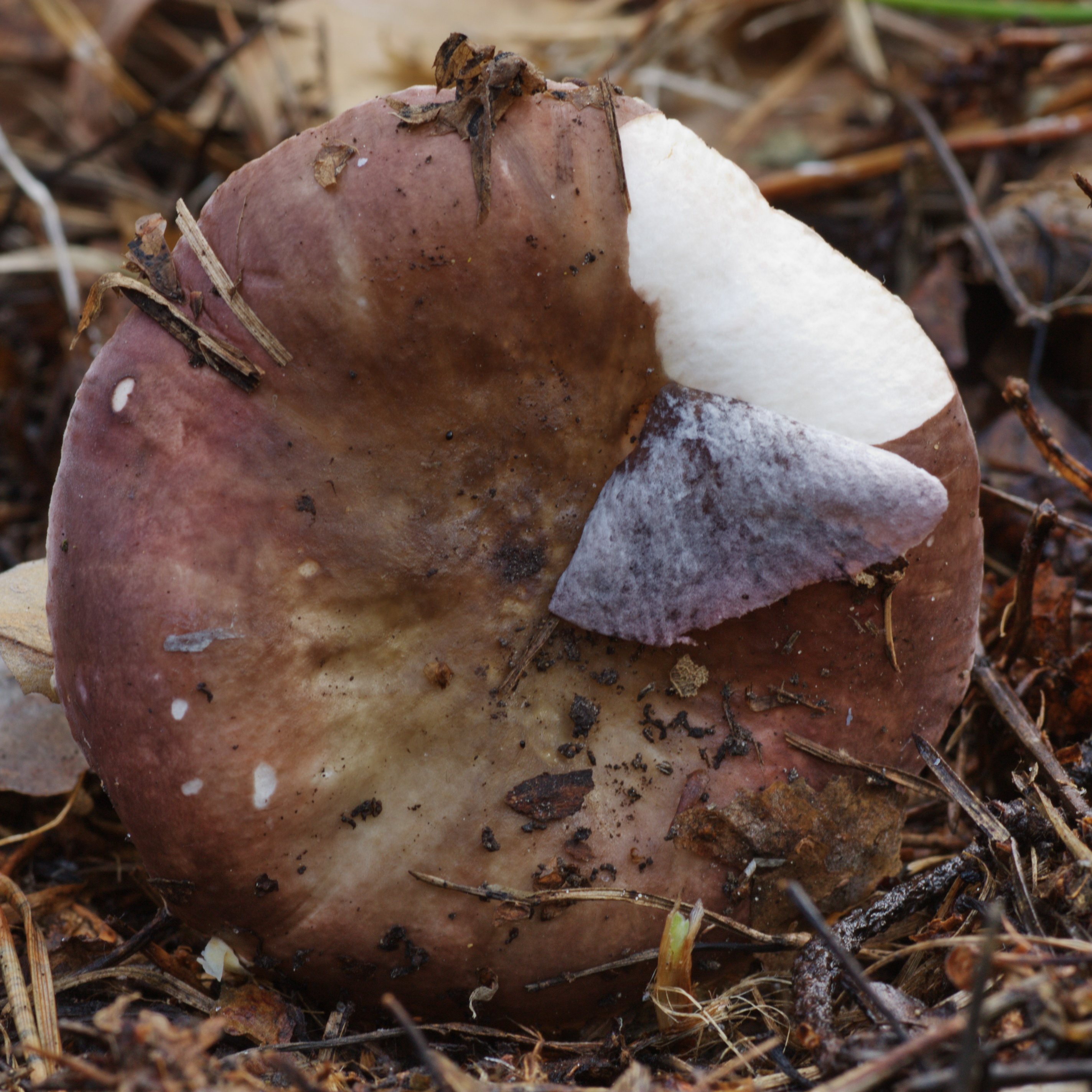
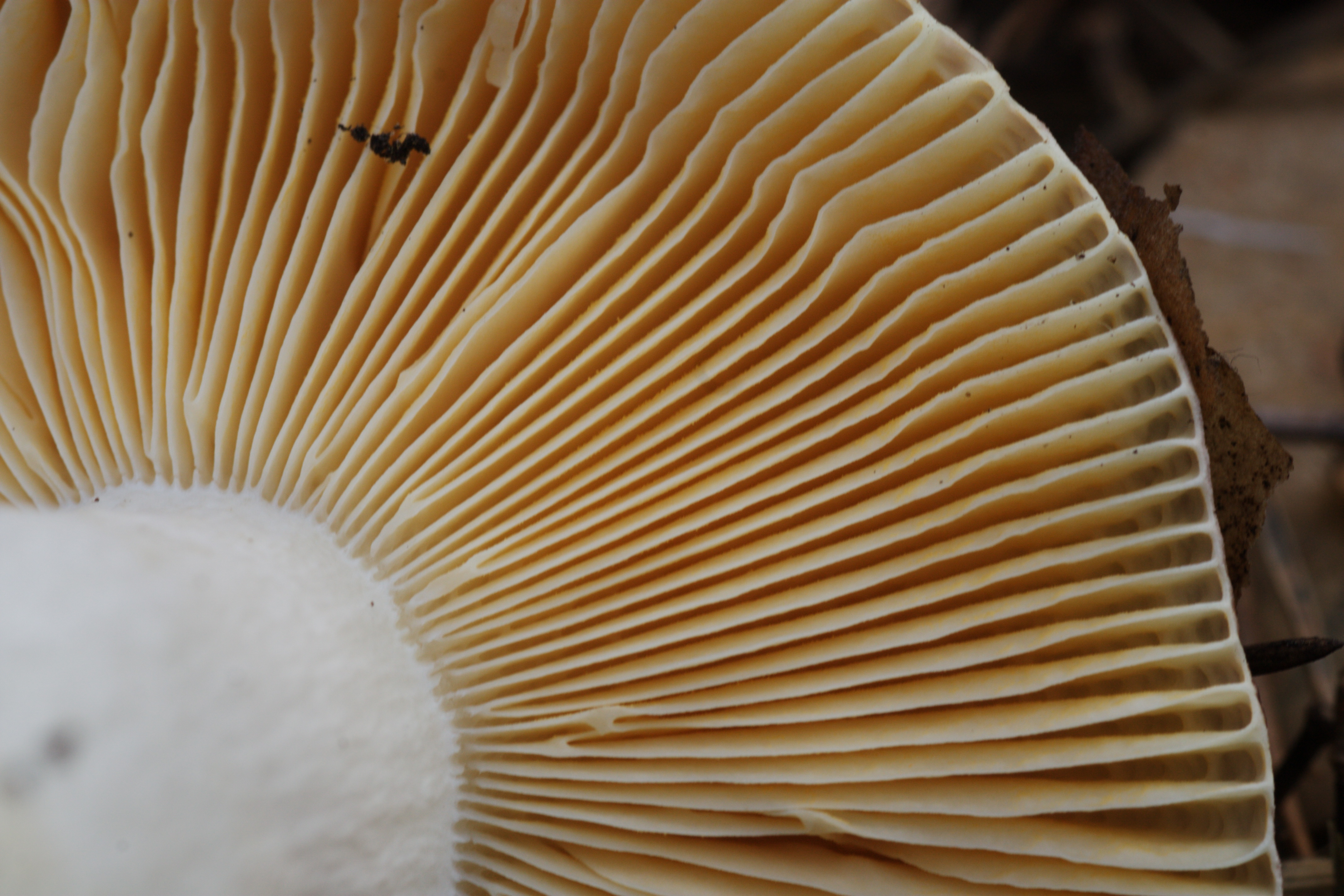